# Té oolong
El oolong (Chino simplificado: 乌龙; Chino Tradicional: 烏龍; Pinyin: wūlóng; también conocido como té azul) es un té chino tradicional (Camellia sinensis) que queda entre el verde y el negro en oxidación, lo cual le da un característico tono azulado. Está entre los tipos de té más populares servidos en los restaurantes chinos típicos. No debe confundirse con el Té anchan, el cual es conocido igualmente como té azul; siendo una infusión hecha a partir de las flores de planta Clitoria ternatea.
Tiene menos teína que el té negro.
En la cultura china del té, los tés oolong semioxidados se agrupan colectivamente como qīngchá (en chino, 清茶; literalmente, ‘té claro’). El oolong tiene un sabor más parecido al té verde que al negro: no tiene el aroma dulce y rosáceo del té negro ni las fuertes notas herbales que caracterizan al té verde. Suele cocerse de forma que quede fuerte, dejando en el amargor un regusto dulce. Diversas variedades de oolong, incluyendo las producidas en el monte Wuyi del norte de Fujian y en las montañas del centro de Taiwán, están entre los tés chinos más famosos.
Las hojas de té oolong se procesan de dos formas diferentes. Algunas variedades se enrollan en hojas largas y curvas, mientras otras se prensan a formas parecidas a bolas, de forma similar al Gunpowder. El primer método es el más antiguo.

## Posibles orígenes
Hay tres explicaciones ampliamente aceptadas sobre el origen del nombre chino. Según la teoría del «té de tributo», el té oolong era un descendiente directo del té Xi Zhi Hao (pastel de té dragón-fénix), al que reemplazó cuando el té suelto se puso de moda. Como era oscuro, largo y curvo, fue llamado té de dragón negro.
Según la teoría «Wuyi», el té oolong surgió primero en el monte Wuyi, como evidencian poemas de la dinastía Qing como la Canción del Té Wuyi (Wuyi Chage) y el Cuento del Té (Chashuo). Se decía que el oolong fue bautizado por la parte del monte donde se producía originalmente.
Según la teoría «Anxi», el oolong tenía su origen en la planta de té oolong de Anxi. Un hombre llamado Sulong, Wulong o Wuliang la descubrió.
Otra historia habla de un hombre llamado Wu Liang (más tarde corrompido a Wu Long, u Oolong) que descubrió el té oolong por accidente cuando fue distraído por un ciervo tras un duro día de recolección, y para cuando se acordó de él el té ya había empezado a oxidarse.

## Clasificación y calidad
Los aficionados al té lo clasifican por su aroma (a menudo floral o frutal), sabor y regusto. Los tés oolong vienen tostados (炭焙) o suaves (密香 o 清香). Aunque la mayoría de tés oolong se consume inmediatamente después de su producción, muchas variedades pueden beneficiarse del añejamiento con un ligero tueste normal a fuego de carbón bajo (en chino, 烘培; pinyin, hōngpeì; literalmente, ‘cultivo horneado’ o en chino, 焙火; pinyin, peìhǔo, tuesto seco con fuego). Antes del tueste, las hojas de té oolong se enrollan y golpean para romper las paredes celulares y estimular la actividad enzimática. El proceso de tueste elimina los olores no deseados del té y reduce cualquier sabor ácido o astringente; además, se cree que el proceso hace al oolong más suave para el estómago.

## Variedades de téoolong

### Té de acantilado Wuyi (武夷岩茶,Wǔyí yán chá) de la provincia de Fujian

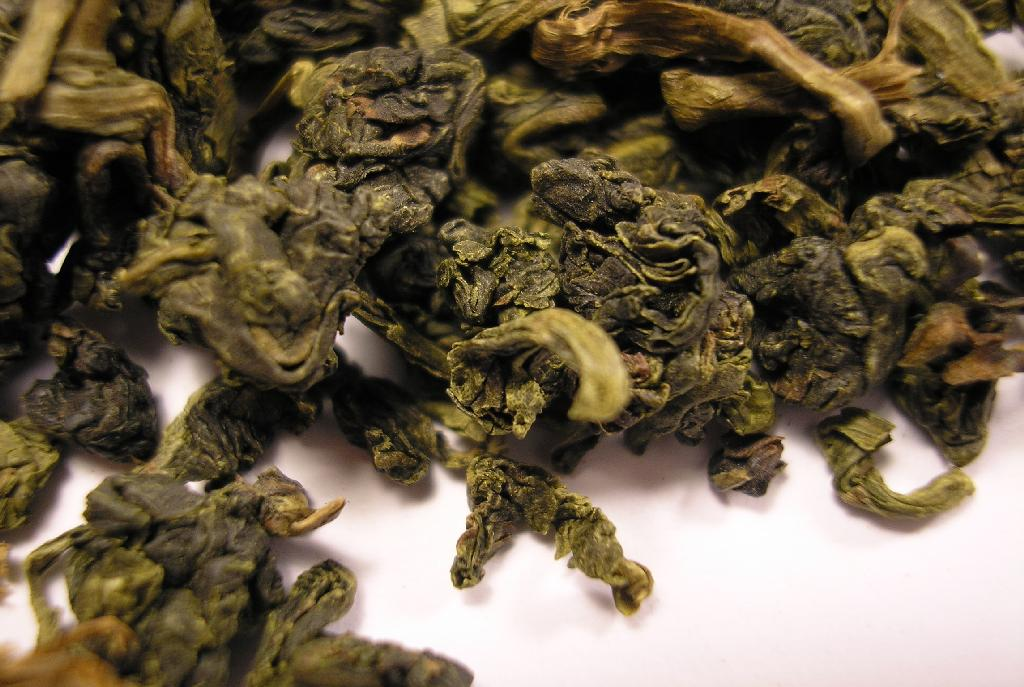
Hojas de té Wuyi Huang Guan Yin.

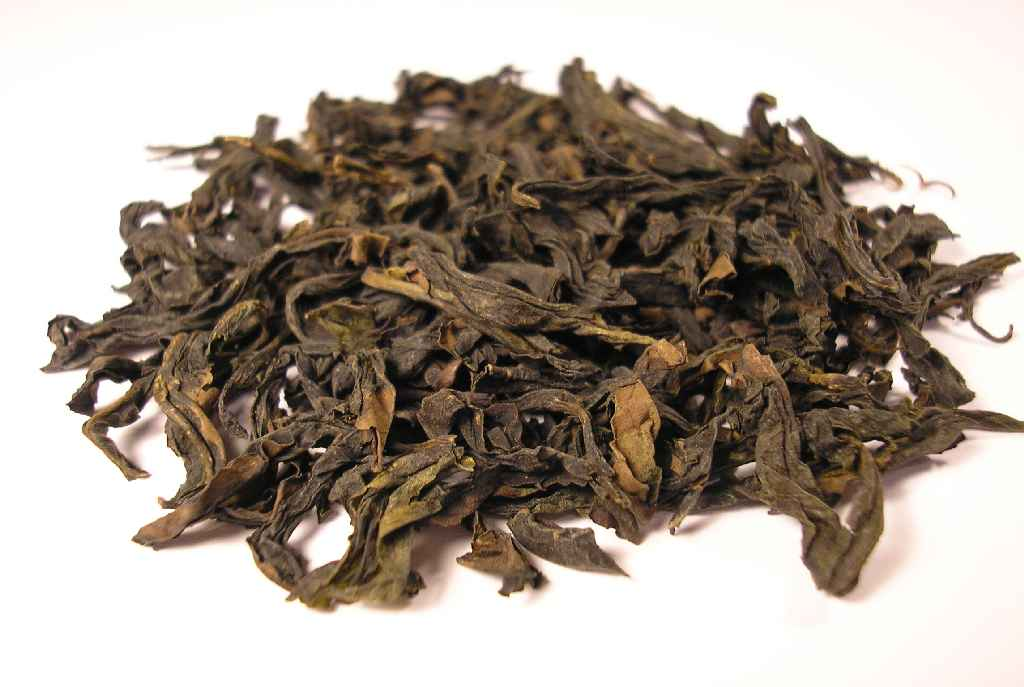
Hojas de té oolong Wuyi Qi Lan.

Los tés oolong más famosos y caros se hacen en esta región, pero la producción siguen considerándose habitualmente ecológica. Mucho té Shui Xian se cultiva en otros lugares de Fujian.
Algunos de los tés de acantilado más conocidos son:
- Da Hong Pao (大红袍, ‘Túnica Roja Grande’), un té muy caro,[8] y Si Da Ming Cong (四大名樅, literalmente ‘Los Cuatro Grandes Arbustos’). Este té es también uno de los dos oolongs que figuran en la lista de tés chinos famosos.
- Shui Jin Gui (水金亀, ‘Tortuga Acuática Dorada’), un Si Da Ming Cong.
- Tie Luohan (鉄羅漢, ‘Arhat de Hierro’): un Si Da Ming Cong.
- Bai Ji Guan (白鸡冠, ‘Cresta Blanca’): un Si Da Ming Cong. Es un té claro con hojas amarillas claras.
- Rou Gui (肉桂, ‘Canela’): un té oscuro con un aroma picante.
- Shui Hsien (水仙, ‘Duende Acuático’): un té muy oscuro, cultivado a menudo en otros lugares.

### Provincia de Fujian

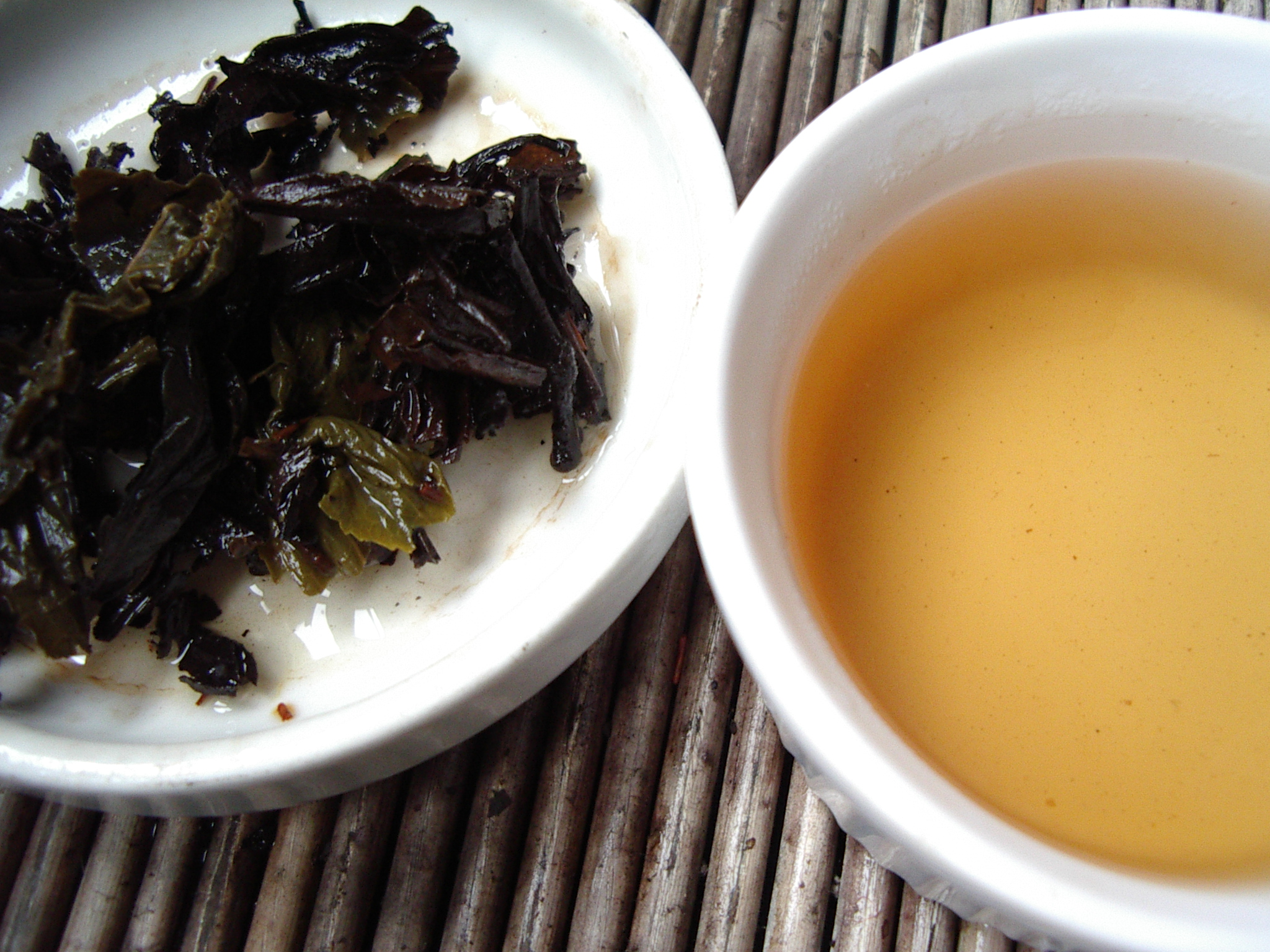
Tie Guan Yin.

- Tie Guan Yin o Ti Kuan Yin (鐵觀音, ‘Guanyin de Hierro’): un té de Anxi, al sur de Fujian. Es muy famoso (de hecho, es uno de los tés chinos famosos) y muy popular.

### Provincia de Guangdong
- Dan Cong (单枞): Una familia de tés oolong de estilo rayado de la provincia de Guangdong. Considerados los doppelgänger de los tés, los Dancong son notables por su habilidad para imitar naturalmente los sabores y fragancias de varias flores y frutas, como flores de azahar, orquídeas, uvas, almendras, flores de jengibre, etcétera. Dan cong es un término botánico que alude a la morfología de la planta: la mayoría de los arbustos de té crecen del suelo como un racimo de ramas, pero la rara variedad dan cong crece en un solo tronco del que salen ramas más arriba.

### Taiwán
El cultivo de té en Taiwán empezó a mediados del siglo XIX. Desde entonces, muchos de los tés que se cultivan en la provincia de Fujian también se han cultivado en Taiwán. Desde los años 1970 la industria del té en Taiwán ha crecido a un ritmo rápido, en línea con el resto de la economía del país. Debido a la fuerte demanda doméstica y a la fuerte cultura del té, la mayoría del té taiwanés se vende y consume en el país.
Como el clima en la zona es muy cambiante, la calidad del té puede cambiar de una temporada a otra. Aunque la isla no es especialmente extensa, es variada geográficamente, con altas montañas escarpadas elevándose rápidamente desde bajas llanuras costeras. Los diferentes patrones meteorológicos, temperaturas, altitudes y suelo resultan en diferencias en el aspecto, aroma y sabor del té cultivado en Taiwán. En algunas regiones montañosas, los tés se han cultivados a altitudes incluso mayores para obtener un sabor dulce único que supone un precio extra.
- Dong Ding (凍頂, ‘Cima Helada’ o ‘Pico de Nieve’): Es una montaña de Nantou, en el centro de Taiwán. Es un té enrollado muy apretado con una fragancia ligera y peculiar.
- Dongfang Meiren (東方美人茶, ‘Belleza Oriental’), también conocido como Bai Hao Oolong: Es un té cuyas hojas tienen frecuentemente puntas blancas o doradas, con aromas frutales naturales, un aspecto rojo brillante y un sabor dulce.
- Ali Shan (阿里山茶): Cultivado en la región de Alishan (Chiayi), este té tiene grandes hojas enrolladas que tienen un aspecto morado verdoso cuando se secan. Se cultiva a una altitud de 1000 a 1400 m. También hay un corto periodo de tiempo durante la temporada de cultivo en el que el sol es fuerte, lo que resulta en una bebida más dulce y menos astringente. Produce un té amarillo dorado que tiene un aroma frutal único.[9]
- Lishan (梨山): Cultivado en la región centro-norte de Taiwán, este té tiene una apariencia muy parecida al Alishan pero se considera con frecuencia uno de los mejor del país. Se cultiva a una altitud de entre 1700 y 2200 m, siendo Dayuling, Lishan y Fusou las mejores regiones conocidas de té Lishan.
- Pouchong (包種茶, también Baozhong): Es el oolong más ligero y floral, con hojas sin enrollas de color verde claro a marrón. Originalmente cultivado en Fujian, actualmente se cultiva y produce ampliamente en Pinglin, ceca de Taipéi.

### Otrosoolong
- Darjeeling Oolong: un Darjeeling elaborado según los métodos chinos.
- Oolong vietnamita
- Oolong tailandés
- Oolong africano: elaborado en Malawi y Kenia
- Oolong nepalí

## Infusión

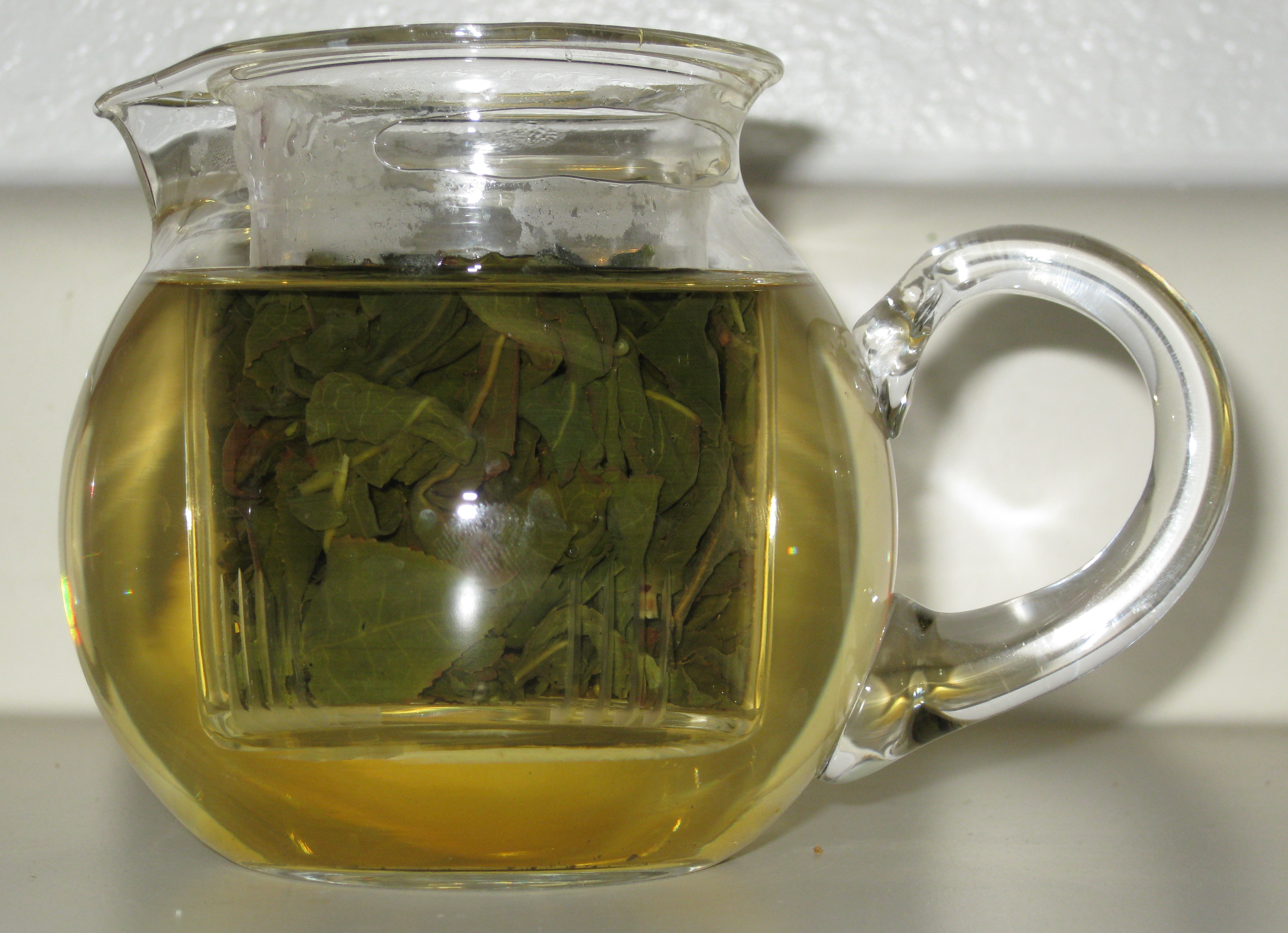
Una tetera pequeña cociendo oolong.

Generalmente se usan 2,25 g de té por 170 ml de agua, o unas dos cucharaditas de té oolong por taza. Los tés oolong deben prepararse con agua a entre 82 y 88°C (sin hervir) y dejarlos macerar 3–4 minutos. El oolong de alta calidad puede prepararse varias veces a partir de las mismas hojas y, a diferencia de otros té, mejora con cada nuevo uso. Es frecuente infusionar las mismas hojas de 3 a 5 veces, siendo normalmente la tercera o cuarta la mejor.
Un método ceremonial muy usado de preparar oolongs en Taiwán y China se llama gongfucha. Este método emplea una vasija pequeña, como un gaiwa o una tetera de barro yixing, con más té del normal para la cantidad de agua usada. Se realizan múltiples infusiones de 20 segundos a 1 minuto, sirviéndose a menudo el té resultante en tazas pequeñas.